# Porotrichodendron glaziovii
Porotrichodendron glaziovii là một loài Rêu trong họ Lembophyllaceae. Loài này được (Paris) Wijk & Margad. miêu tả khoa học đầu tiên năm 1961.